# شهرستان آلگر (میشیگان)
شهرستان آلگر، میشیگان (به انگلیسی: Alger County, Michigan) یک سکونتگاه مسکونی در ایالات متحده آمریکا است که در میشیگان واقع شده‌است.